# Relaciones Afganistán-España
Las relaciones Afganistán-España son las relaciones bilaterales entre estos dos países. Tras el cambio de Gobierno en Afganistán de agosto de 2021, España rompió relaciones diplomáticas con el país asiático. La Embajada de España en Kabul permanece desde entonces clausurada, y la Embajada de Afganistán en Madrid permanece desde entonces ocupada por simpatizantes del expresidente afgano Ashraf Ghani.

## Operaciones militares

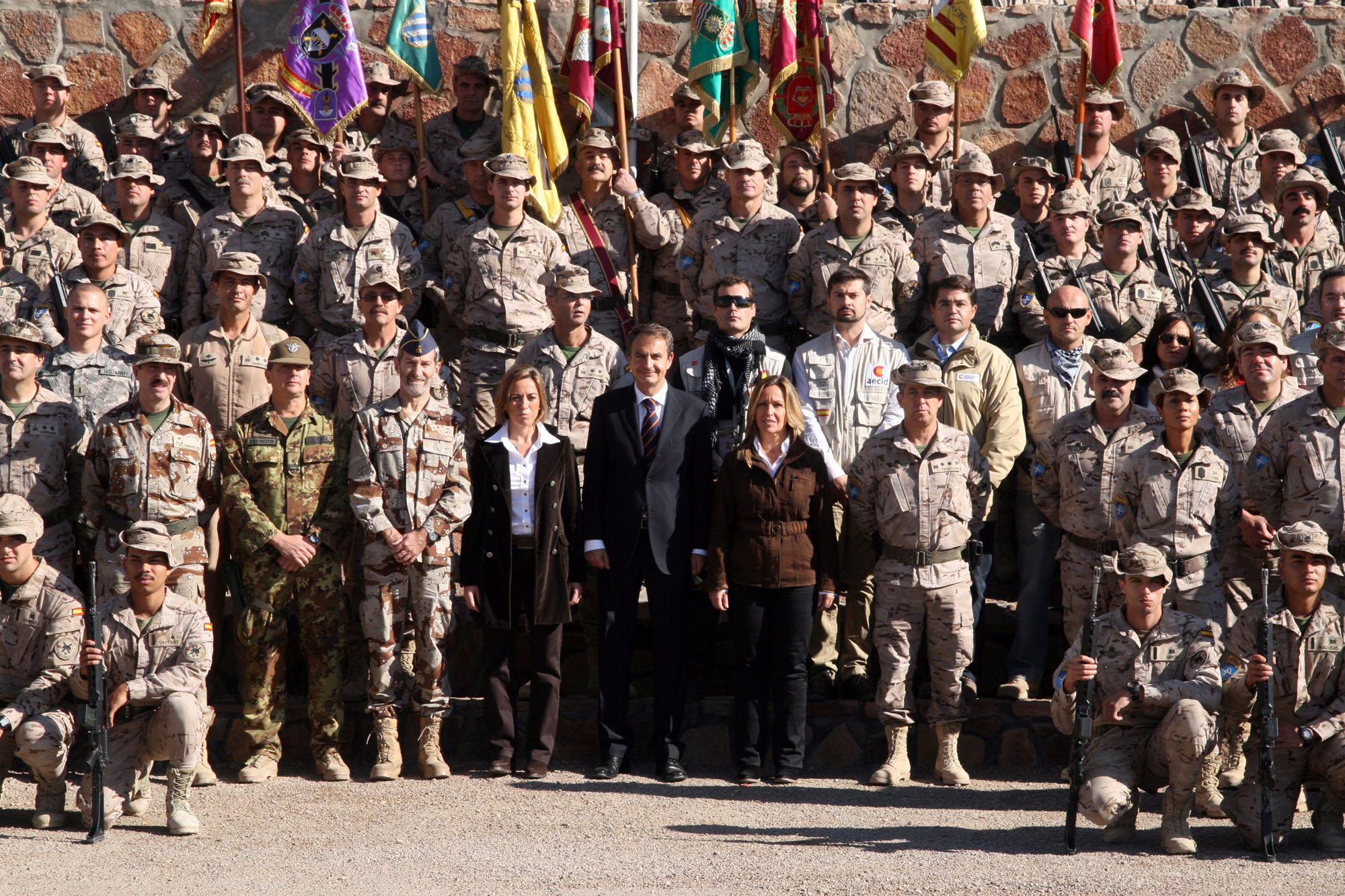
Visita del presidente del Gobierno español, Rodríguez Zapatero, con soldados del Ejército español en 2010.

Las operaciones militares españolas en Afganistán se desarrollaron con el objetivo de limpiar la insurgencia en las provincias de Herat y Badghis (En conjunto muchas veces con las fuerzas italianas) en Afganistán y dejar la provincia ya lista para que los afganos se hagan cargo de ella luego de la retirada de las tropas españolas en 2014 además de reconstruir dichas provincias las cuales tenían a cargo.